# Beaumont (Kalifornia)
Beaumont – miasto w Stanach Zjednoczonych położone w północno-zachodniej części hrabstwa Riverside w Kalifornii. Liczba mieszkańców 11 384 (2000).

## Położenie
Leży w obszarze metropolitalnym Los Angeles oraz w regionie Inland Empire. Znajduje się ok. 127 km na wschód od Los Angeles i ok. 45 km na wschód, od stolicy hrabstwa, miasta Riverside. Od wschodu graniczy z miastem Banning, a od zachodu z Calimesa.

## Historia
W latach 60. XIX wieku przez obszar dzisiejszego Beaumont wybudowano linię kolejową. Założono stację kolejową, którą nazwano Edgar Station. Nazwa osady zmieniała się jeszcze dwa razy, pierwszy raz na San Gorgonio, ostatecznie w 1912 roku wraz z otrzymaniem praw miejskich przyjmując obecną postać. Bliskość Los Angeles i stosunkowo niska cena nieruchomości była przyczyna bardzo szybkiego przyrostu ludności w mieście w ostatnich latach. Od 2000 roku liczba ludności wzrosła 130%.